# Cerenova
Cerenova település Olaszországban, Lazio régióban, Róma megyében.   Rómától 40 km-re fekszik, a Via Aurelia mentén.

## Népesség
A település lakossága az elmúlt években az alábbi módon változott:

## Közlekedés
Cerenovának és Campo di Marénak közös vasútállomása van, Marina di Cerveteri, amely a Pisa–Róma-vasútvonalon található.